# Cyanea annasethe
Cyanea annasethe är en manetart som beskrevs av Ernst Haeckel 1880. Cyanea annasethe ingår i släktet Cyanea och familjen Cyaneidae. Inga underarter finns listade i Catalogue of Life.

## Bildgalleri

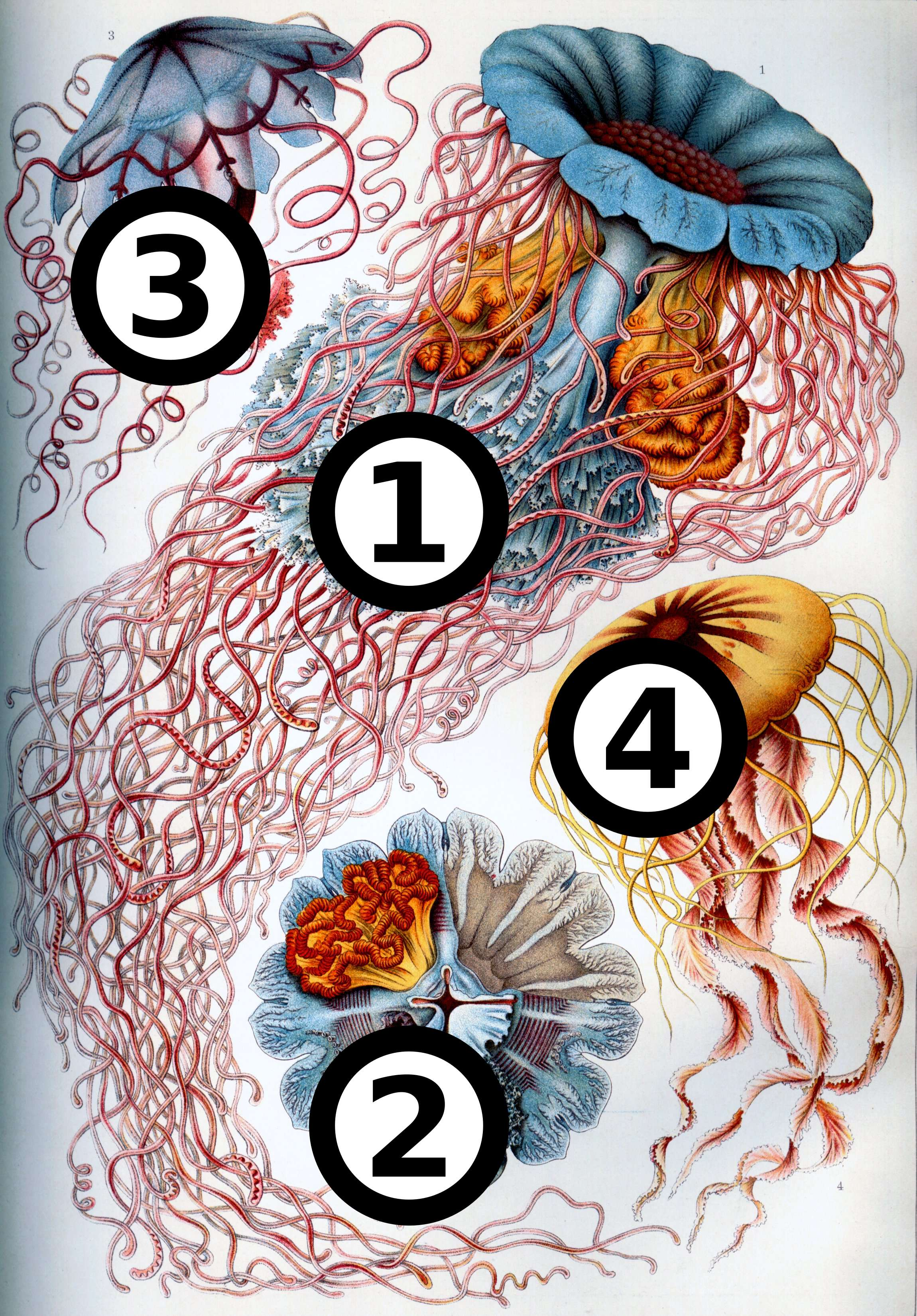
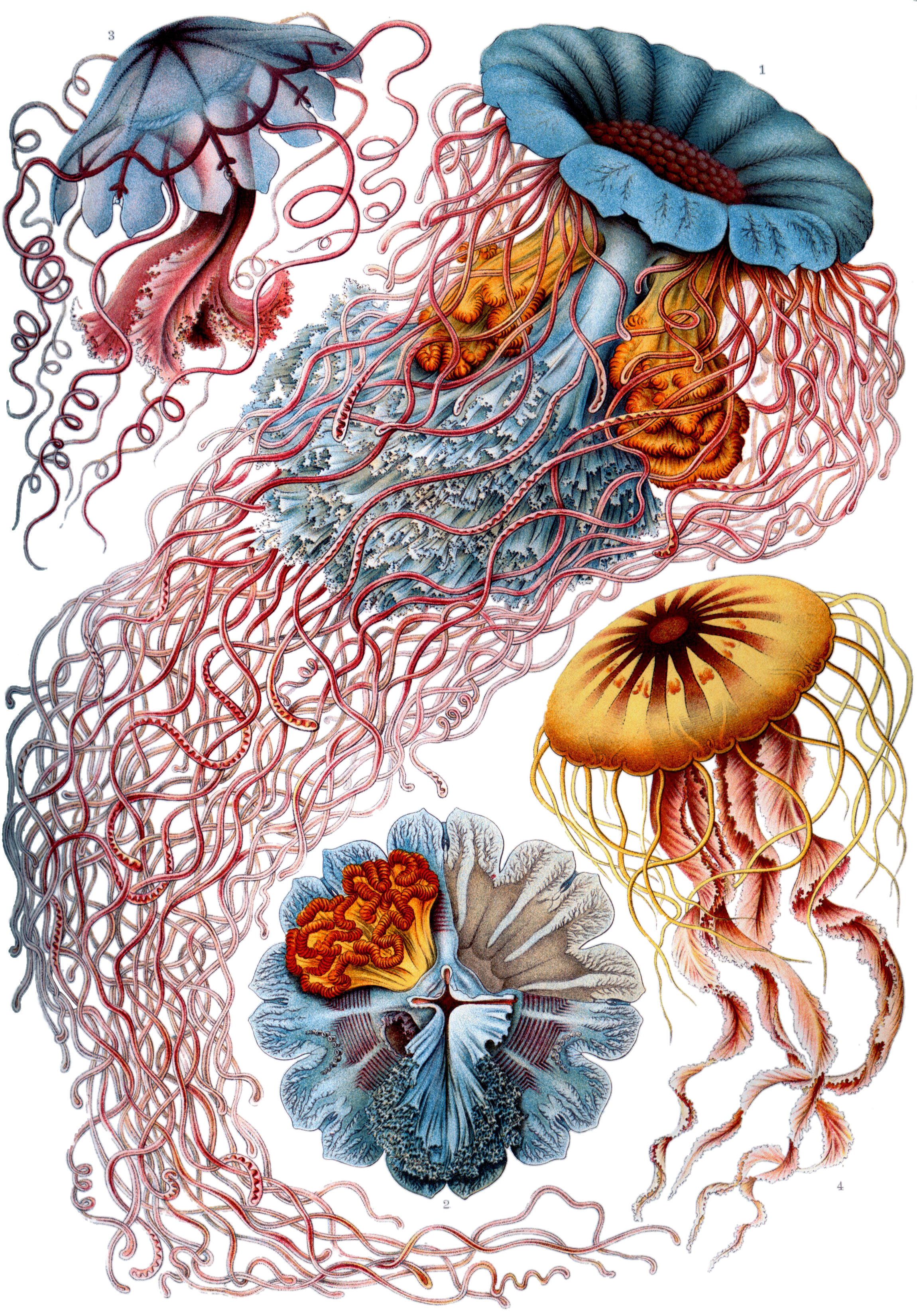
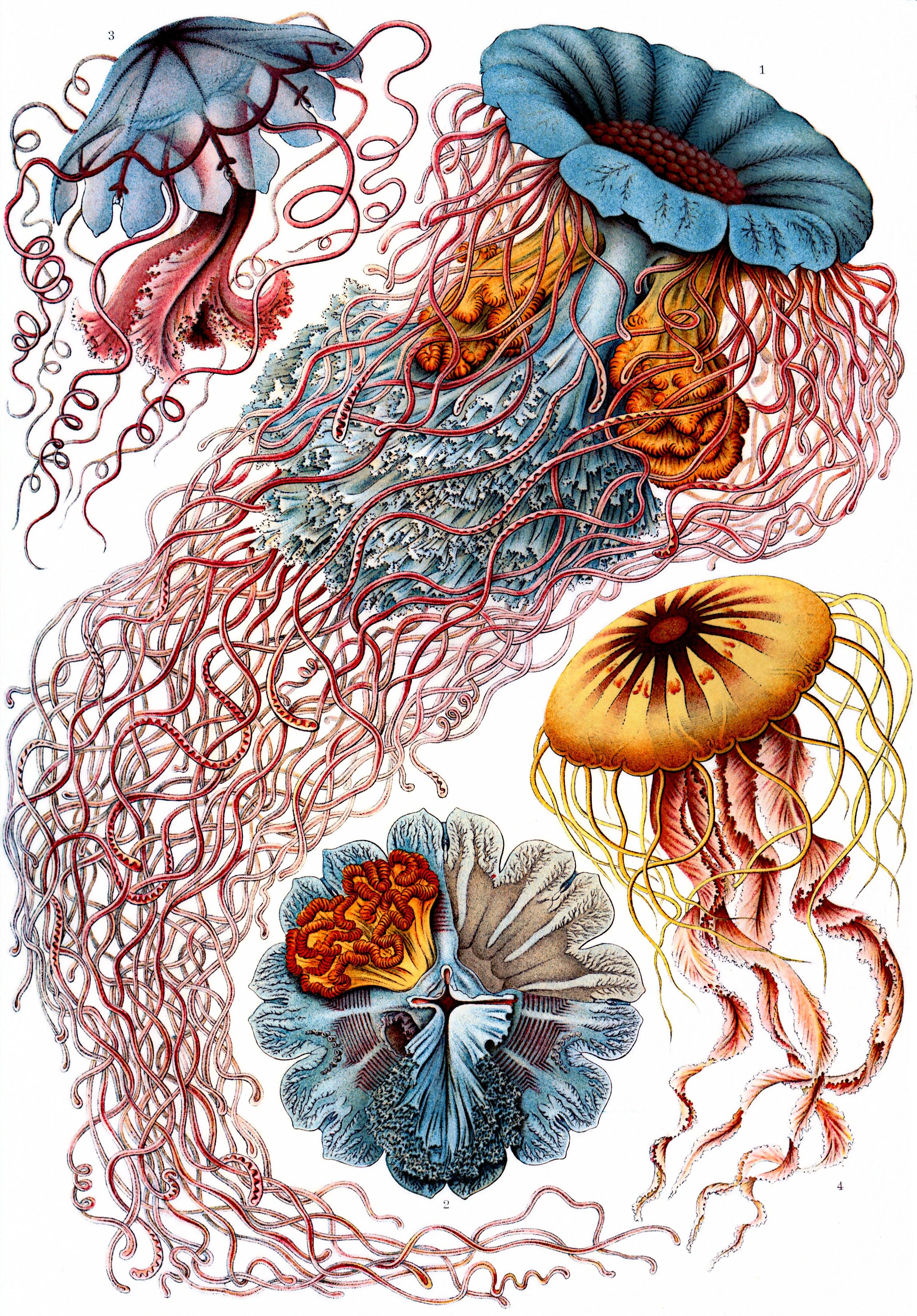
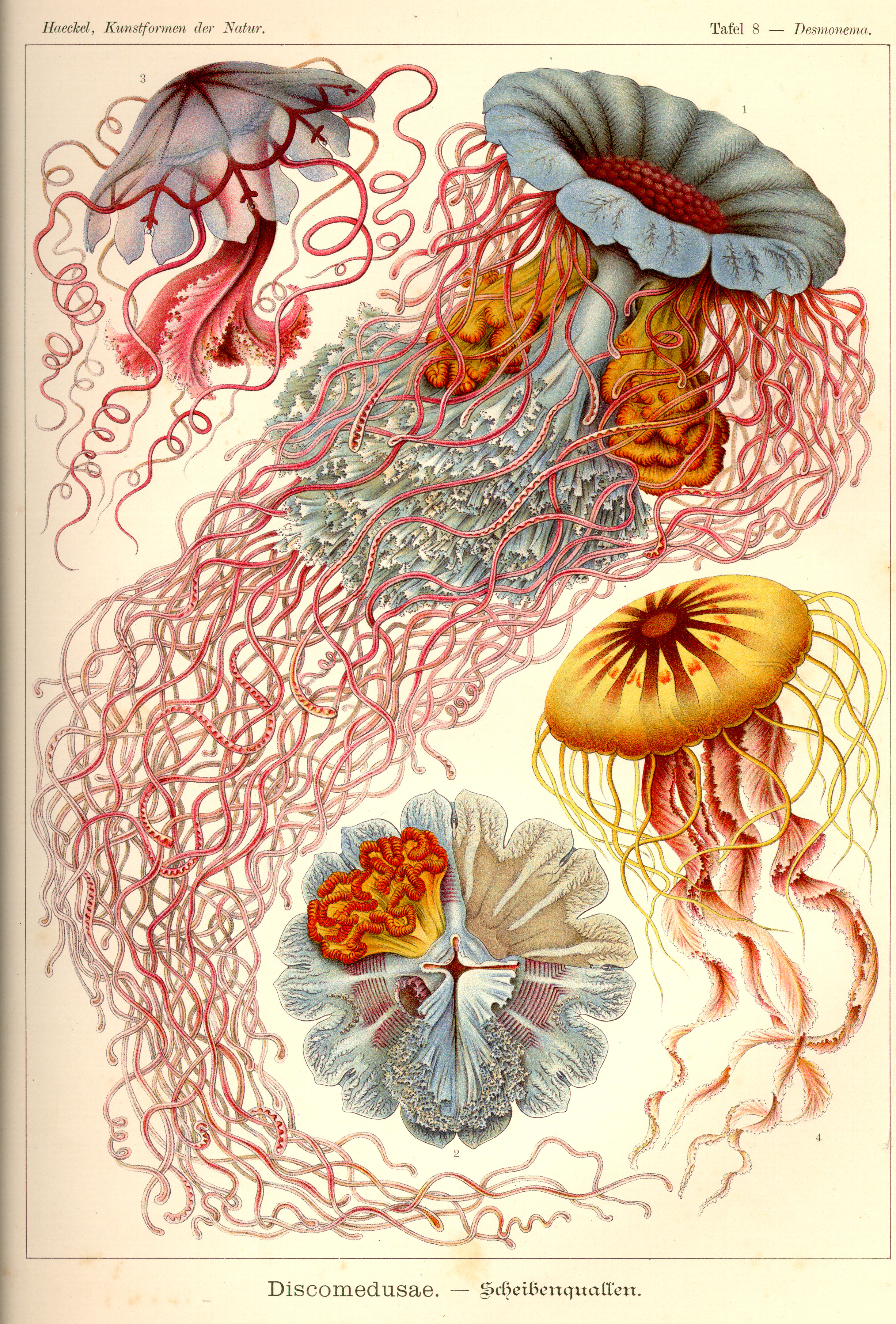